# 兖矿能源
兖矿能源集团股份有限公司（港交所：1171；上交所：600188，简称：兖矿能源；：YZC），前称兖州矿业股份有限公司，是中國大陸第四大煤炭國有企業，主要從事地下煤炭開採、洗選加工、銷售及煤炭鐵路運輸業務。產品包括低硫煤，主要出售適用於大型發電廠的動力煤、冶金生產的煉焦配煤和高爐噴吹用煤。公司總部設在山東省邹城凫山南路298号。母公司是山东能源集团。
兗州煤業先後在紐約證券交易所、香港交易所和上海證券交易所上市，是目前中國唯一一家境內外三地上市的煤炭企業。
2011年12月22日兗煤建議以每股GCL股票換取一股合併公司股票，另加每股3.2澳元現金方式收購格羅斯特（Gloucester Coal），涉資21億澳元。格羅斯特將以每股 3.2澳元現金回購股份，兗煤旗下兗煤澳洲將透過換股，與格羅斯特合併股份。
兗煤澳洲及格羅斯特完成合併後，兗煤將持有兗煤澳洲 77%股份，格羅斯特則持 23%，兗煤澳洲將取代格羅斯特的澳洲上市地位。格羅斯特擁有5個在產煤礦、2個開發中煤礦及紐卡斯爾港基礎設施集團11.6%股權。兗煤澳洲在紐卡斯爾港基礎設施集團的權益將由15.4%提升至27%。
格羅斯特煤炭股票自1985年起在澳交所上市交易，總股本為2.029億股，其中來寶集團持有64.5%。而新兗煤澳大利亞有限公司則在2012年6月28日於澳大利亞證券交易所上市。
2021年12月，兖州矿业更名为兖矿能源集团。